# Adalício Nogueira
Adalicio Coelho Nogueira (Inhambupe, 13 de fevereiro de 1902 — 31 de agosto de 1990) foi um jurista, professor universitário, escritor e político brasileiro.
Filho de Francisco da Silva Nogueira e de D. Maria Coelho Nogueira, fez seus estudos primários e secundários no Colégio Carneiro, de Ernesto Carneiro Ribeiro - famoso humanista, professor de Rui Barbosa, com quem travou a polêmica acerca da redação do Código Civil, no início do século XX.
Diplomado pela Faculdade de Direito da Bahia, em 8 de dezembro de 1924, ingressou na carreira de promotor público, servindo nas Comarcas de Ituaçu, Castro Alves, Canavieiras e Amargosa.
Em 1929, foi juiz de direito de Maracás, posteriormente em Itabuna, Ilhéus e, finalmente, em Salvador, onde ocupou a Vara do Comércio e a 4ª Vara Cível, entre 1940 e 1944, quando foi promovido a desembargador do então Tribunal de Apelação da Bahia. Naquela Corte, ocupou sempre uma das Câmaras Criminais, versando com autoridade as questões penais, tendo sido eleito Presidente para o biênio de 1962-1963. Ocupou, ainda, a Presidência do Tribunal Regional Eleitoral do Estado, em 1950.
No magistério, exerceu a cátedra de Direito Romano da Faculdade de Direito da Bahia, a partir 1943. Foi também Diretor da faculdade a partir de julho de 1964.
Assumiu o cargo de prefeito da cidade de Salvador, de 12 de novembro de 1945 até 19 de fevereiro de 1946 e, por força de sua condição de chefe do Poder Judiciário local, exerceu o Governo do Estado, de julho a setembro de 1963.
Foi nomeado ministro do Supremo Tribunal Federal, em 1965, pelo presidente Castelo Branco. Eleito presidente do STF, em 1969, declinou do mandato, invocando motivos particulares. Foi aposentado, em 1972, por implemento da idade.
Publicou artigos jurídicos em revistas especializadas, notadamente a da Faculdade de Direito da Universidade da Bahia.
Foi também membro do Instituto Histórico e Geográfico da Bahia e pertenceu à Academia de Letras da Bahia. Colaborou em diversos periódicos.

## Obras
- Aspectos da pessoa física no Direito Romano (tese de concurso);  (1943).
- Introdução ao Direito Romano e Curso de Direito Romano (1966).
- Caminhos de um magistrado (1978).